# Mark Muller

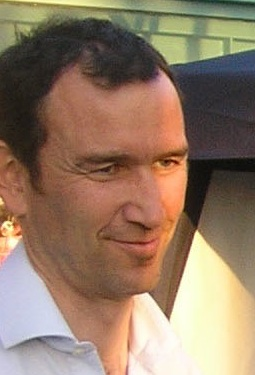
Mark Muller (2011)

Mark Muller (* 26. August 1964 in Genf; heimatberechtigt in Veyrier) ist ein Schweizer Politiker (FDP).

## Biografie
Muller hat an der Universität Genf die Rechtswissenschaften studiert und errang das Anwaltspatent. 1988 bis 1989 war er Chef des Rechtsdienstes eines Genfer Unternehmens und arbeitete später von 1992 bis 1993 als Mitarbeiter in einem Finanzinstitut. Während zehn Jahren (1993–2003) war er Jurist im Generalsekretariat der Genfer Immobilienkammer und danach als Studienteilhaber bei Costabella Pirkl.
Sein erstes politisches Amt war im Jahr 1999 das Gemeinderatsmandat von Genf. Dieses Amt übte er bis 2001 aus und wurde dann in den Grossen Rat gewählt. Von 13. November 2005 bis Ende Februar 2012 war er Staatsrat des Kantons Genf. Am 27. Februar 2012, nach mehreren Affären insbesondere einer Schlägerei mit einem Barkeeper an Silvester 2011, erklärte er seinen Rücktritt auf Ende Monat.
Muller ist verheiratet und hat zwei Kinder.